# 薩拉馬特河
薩拉馬特河（Bahr Salamat）是非洲的季節性河流，在旱季時徹底乾涸，發源自蘇丹達爾富爾的薩赫勒地區，其後進入乍得邊界，最終注入沙里河，河道全長1,200公里，流域面積90,000平方公里。
9°27′N 18°06′E / 9.450°N 18.100°E